# Campionato indiano di calcio
Il campionato indiano di calcio è un insieme di tornei nazionali istituiti dalla Federazione calcistica dell'India.
I campionati sono suddivisi e organizzati in quattro livelli.

## I campionati
- Indian Super League

Fondato nel 2013. Si svolge con dodici squadre in un formato di girone all'italiana. Alla fine del campionato, le migliori sei accedono al play-off costituito da un playoff a sei squadre. Le prime due squadre si qualificheranno direttamente per le semifinali, con le squadre al 3º posto contro il 6° e il 4° che affronterà il 5° in una gara di qualificazione a gara unica, che si giocherà in casa della squadra che è arrivata più in alto nella classifica a punti, per determinare gli ultimi quattro. Nelle semifinali si svolgono 2 partite (andata e ritorno), mentre la finale è in gara unica. Il vincitore del campionato viene decretato campione d'India. Dal campionato 2023-24 di ISL, la ultima classificata verrà retrocessa in I-League.
- I-League

Fondato come National Football League nel 1996, venne rifondata nel 2007 con il nome attuale del campionato. Si svolge con 12 squadre in un formato di girone all'italiana, e al confronto della Super League, il campionato si conclude senza play-off. Il vincitore viene automaticamente promosso in ISL (a partire dal 2022-2023), mentre le ultime 2 retrocesse in I-League 2nd Division.
- I-League 2nd Division

È il terzo livello del campionato indiano di calcio. Fondato nel 2008 come secondo livello dopo la I-League, passa al terzo livello, dopo la nascita della ISL e al passaggio della stessa come massimo livello del campionato. Si svolge con undici squadre.
- I-League 3rd Division

È il quarto livello del campionato indiano di calcio, venne fondato il 13 giugno 2023 dall'AIFF per creare una piramide competitiva con un percorso di progressione concreto, volto a dare anche ai club più piccoli l'opportunità di essere promossi nelle divisioni superiori.
- Indian State Leagues

È formato dal quinto al decimo livello del campionato indiano maschile di calcio e dal terzo livello del campionato femminile di calcio. È composto da 37 federazioni statali affiliate all'organo di governo nazionale, l'AIFF.

## Piramide attuale
| Livello | Livello | Serie                            | Serie                            | Serie                            | Serie                            | Serie                            | Serie                            | Serie                   | Serie                   | Serie                   | Serie                   | Serie                   | Serie                   | Serie                   | Serie                   | Serie                   | Serie                   | Serie                   | Serie                   |
| ------- | ------- | -------------------------------- | -------------------------------- | -------------------------------- | -------------------------------- | -------------------------------- | -------------------------------- | ----------------------- | ----------------------- | ----------------------- | ----------------------- | ----------------------- | ----------------------- | ----------------------- | ----------------------- | ----------------------- | ----------------------- | ----------------------- | ----------------------- |
| Pro-1   | Pro-1   | Super League 12 squadre          | Super League 12 squadre          | Super League 12 squadre          | Super League 12 squadre          | Super League 12 squadre          | Super League 12 squadre          | Super League 12 squadre | Super League 12 squadre | Super League 12 squadre | Super League 12 squadre | Super League 12 squadre | Super League 12 squadre | Super League 12 squadre | Super League 12 squadre | Super League 12 squadre | Super League 12 squadre | Super League 12 squadre | Super League 12 squadre |
| Pro-2   | Pro-2   | I-League 12 squadre              | I-League 12 squadre              | I-League 12 squadre              | I-League 12 squadre              | I-League 12 squadre              | I-League 12 squadre              | I-League 12 squadre     | I-League 12 squadre     | I-League 12 squadre     | I-League 12 squadre     | I-League 12 squadre     | I-League 12 squadre     | I-League 12 squadre     | I-League 12 squadre     | I-League 12 squadre     | I-League 12 squadre     | I-League 12 squadre     | I-League 12 squadre     |
| Pro-3   | Pro-3   | I-League 2nd Division 11 squadre | I-League 2nd Division 11 squadre | I-League 2nd Division 11 squadre | I-League 2nd Division 11 squadre | I-League 2nd Division 11 squadre | I-League 2nd Division 11 squadre |                         |                         |                         |                         |                         |                         |                         |                         |                         |                         |                         |                         |
| Pro-4   | Pro-4   | I-League 3rd Division ? squadre  | I-League 3rd Division ? squadre  | I-League 3rd Division ? squadre  | I-League 3rd Division ? squadre  | I-League 3rd Division ? squadre  | I-League 3rd Division ? squadre  |                         |                         |                         |                         |                         |                         |                         |                         |                         |                         |                         |                         |
| Dil-1   | Dil-1   | Indian State Leagues ? squadre   | Indian State Leagues ? squadre   | Indian State Leagues ? squadre   | Indian State Leagues ? squadre   | Indian State Leagues ? squadre   | Indian State Leagues ? squadre   |                         |                         |                         |                         |                         |                         |                         |                         |                         |                         |                         |                         |